# رایستون
رایستون (به انگلیسی: Ryston) یک روستا و محله مدنی در بریتانیا است که در King's Lynn and West Norfolk واقع شده‌است. رایستون ۹٫۳۶ کیلومتر مربع مساحت و ۱۷۸ نفر جمعیت دارد.